# Legally Blonde 2
Legally Blonde 2 (fullständig originaltitel: Legally Blonde 2: Red, White and Blonde) är en amerikansk film från 2003 i regi av Charles Herman-Wurmfeldoch. Filmen är en uppföljare till Legally Blonde från 2001.

## Handling
Advokaten Elle Woods (Reese Witherspoon) ska gifta sig och alla nära och kära kommer, eller? Elles älskade hund, Bruiser, vill att hans mamma ska vara med på mattes bröllop. Men var finns hon? Elle, som är djurrättsaktivist, upptäcker till sin fasa att hon är inspärrad på en klinik för djurförsök. Elle Woods måste ännu en gång bevisa att hon kan, i USA:s huvudstad Washington. Man får följa Elles kamp om att skapa en lag som kan frigöra Bruisers mamma, vilket inte är så lätt med alla fördomar.

## Rollista
| Reese Witherspoon | – Elle Woods                 |
| Sally Field       | – Rep. Victoria Rudd         |
| Regina King       | – Grace Rossiter             |
| Jennifer Coolidge | – Paulette                   |
| Bruce McGill      | – Stanford Marks             |
| Luke Wilson       | – Emmett Richmond            |
| Dana Ivey         | – Congresswoman Libby Hauser |
| Mary Lynn Rajskub | – Reena Giuliani             |
| Jessica Cauffiel  | – Margot                     |
| Alanna Ubach      | – Serena McGuire             |
| J Barton          | – Timothy McGinn             |
| Stanley Anderson  | – Michael Blaine             |
| Bruce Thomas      | – UPS Guy                    |
| Bob Newhart       | – Sid Post                   |
| Ruth Williamson   | – Madeline Kroft             |